# Esi Awuah
Pour les articles homonymes, voir Awuah.
Esi Awuah (née en 1954) est une universitaire ghanéenne et ancienne vice-chancelière de l'université de l'énergie et des ressources naturelles à Sunyani, au  Ghana,,.  

## Jeunesse
Esi Awuah est l'enfant aînée d'Emmanuel Broni Asare et de Margaret Annan. Son père est originaire d'Akim Oda, au Ghana, et a été conservateur en chef adjoint des forêts dans les régions d'Ashanti et de Brong Ahafo. Sa mère, Margaret Annan, est une infirmière retraitée qui vient du village de Gomoa Dago au Ghana. Awuah a terminé ses études ordinaires à Akim Oda en 1973 et a terminé ses études supérieures à la Aburi Girls Secondary School en 1975. Elle a obtenu un baccalauréat ès sciences à l'Université des sciences et de la technologie (renommée Université des sciences et technologies Kwame Nkrumah, KNUST) à Kumasi. 
Après avoir terminé son service national à l'Institut de recherche sur les produits forestiers de Kumasi (maintenant l'Institut de recherche forestière du Ghana), elle a accepté un poste d'assistante de recherche au Département de génie civil. En 1981, Awuah a obtenu une bourse de l'Organisation mondiale de la santé pour étudier les sciences de l'environnement aux États-Unis au State University of New York College of Environmental Science and Forestry (en) de Syracuse, où elle obtient une maîtrise en Sciences Environnementales en 1985. En 1998, elle a reçu une bourse du gouvernement néerlandais pour poursuivre un doctorat en traitement des eaux usées à l'Institut d'ingénierie des infrastructures, de l'hydraulique et de l'environnement (aujourd'hui UNESCO-IHE) à Delft aux Pays-Bas.

## Carrière
Awuah a commencé sa carrière universitaire à KNUST en 1986 au Département de génie civil. Elle est devenue maître de conférences en 1996, professeure agrégée en 2002 et a postulé à un poste de professeur titulaire en 2008. 
Awuah a donné des cours à KNUST, à l'université de Cape Coast et à l'université d'éducation de Winneba, tant au premier cycle qu'aux cycles supérieurs. Elle a également développé des programmes d'études dans plusieurs disciplines utilisées pour établir des programmes académiques au Ghana et au Libéria.  
En tant que chercheuse ayant des intérêts particuliers dans l'approvisionnement en eau, l'assainissement, le traitement des eaux usées, l'hygiène et l'évaluation des risques environnementaux, Awuah a supervisé plusieurs projets d'analyse de la qualité de l'eau pour sensibiliser à la pollution des cours d'eau urbains et à la contamination des eaux souterraines par les systèmes d'assainissement sur place. Ses développements de recherche comprennent des systèmes de pondération pour l'évaluation de l'impact des développements de l'eau au Ghana et l'élimination de l'arsenic des eaux souterraines en utilisant des matériaux locaux. Les autres domaines d'intérêt comprennent les principaux mécanismes d'élimination des agents pathogènes dans les bassins de stabilisation des déchets, le rôle de l'arsenic dans les ulcères de Buruli ainsi que les pratiques environnementales et les facteurs de risque associés à la maladie, les facteurs de risque associés à l'utilisation des eaux usées en agriculture, le rôle de l'arsenic et de la santé les impacts associés à la production de charbon de bois et à l'hygiène des vendeurs d'aliments. 
Awuah compte plus de 100 publications à son actif dans des revues à comité de lecture, des articles de conférence, des rapports environnementaux et des chapitres de livres. Elle a supervisé plus de 200 étudiants de premier cycle et plus de 50 étudiants de troisième cycle et dirigé plusieurs collaborations de recherche internationales dans les domaines de l'approvisionnement en eau, de la santé environnementale et de l'assainissement. Parmi eux, le projet SWITCH sur la gestion de l'eau en milieu urbain financé par l'UE et le projet CapWa sur la capture de la vapeur d'eau pour conserver l'eau et l'énergie dans les industries, le projet africain SNOWS sur le renforcement des capacités de recherche pour l'approvisionnement en eau, la santé environnementale et l'assainissement, et le projet d'assainissement SMART visant à développer des technologies de toilettes intelligentes pour les citadins pauvres. Ces projets ont généré des millions de dollars pour les institutions impliquées et ont fait d'Awuah une experte mondiale.  
En plus de ses 32 années de carrière dans l'enseignement, Awuah a occupé plusieurs postes de direction chez KNUST. Elle a été chef du Département de l'environnement et de la technologie de son Institut des sciences et technologies pour l'Afrique de 2004 à 2006, chef du département de génie civil de 2006 à 2008 et doyenne de la Faculté de génie civil et géomagnétique de 2008 à 2010. De plus, elle a siégé au comité des nominations et des promotions du College of Engineering, au College Infrastructural Committee et au College of Engineering Library Committee. Elle a également été membre du comité de discipline et, en tant que membre du Conseil de la Faculté des sciences sociales, est chargée de cours en ingénierie de la qualité de l'environnement. 
Elle est membre du conseil d'administration, représentant la région africaine, de l'Organisation des femmes dans les sciences du monde en développement, et siège à plusieurs autres conseils locaux et internationaux, y compris le Conseil de collaboration pour l'approvisionnement en eau et l'assainissement du monde, la Fondation internationale pour la science, SPLASH, l'organisme de l'UE pour l'approvisionnement en eau et l'assainissement, Water Aid Ghana et Zoom-lion Ghana Limited. 
À la fin des années 1980 et au début des années 1990, Awuah a consacré une attention particulière à la question du VIH / sida. Elle a également dirigé une équipe d'étudiants de l'université Cornell pour organiser un atelier sur l'éducation à l'hygiène à Bimbilla (en). Le groupe a également acheté et installé des pompes à eau dans la communauté. 

## Prix et distinctions
Parmi ses honneurs professionnels, Awuah a reçu un prix Mondialogo de l'UNESCO en 2007 pour sa recherche innovante en ingénierie,. Elle a également été reconnue en 2008 par le Ministère des collectivités locales et du développement rural du Ghana (en) au cours de l'Année internationale de l'assainissement. En 2011, elle a reçu le prix d'argent de la meilleure recherche dans le domaine de l'environnement, de l'eau et de l'assainissement, lors du premier Congrès national des sciences au Ghana. Une de ses publications a remporté le prix de l'un des meilleurs articles scientifiques de la décennie.
En 2014 elle est décorée du Ghana's Brass woman of Excellence et elle est nommée membre honoraire de la Ghana Institution of Engineers pour son rôle en enseignement en ingénierie.
En 2015 elle est élue membre de l'Académie africaine des sciences.
En 2016, elle reçoit le titre d'Officier de l'Ordre de la Volta pour son rôle en éducation.

## Vie privée
Awuah fréquente l'église méthodiste du mont Sion à Kotei, Kumasi, où elle est organiste et chorale. Elle est mariée à R.T. Awuah, phytopathologiste et ancien directeur du Collège d'agriculture de l'Université de l'éducation de Winneba (campus Ashanti Mampong), et ancien doyen de la Faculté d'agriculture de KNUST. Le couple a deux fils. 